# Церковь Святой Марии (Изерлон)
Церковь Святой Марии (Мариенкирхе; нем. Marienkirche Iserlohn) — евангелическая церковь в городе Изерлон, также известная как «Старшая городская церковь» (нем. Oberste Stadtkirche) и предположительно построенная одновременно с расширением города в начале XIV века.

## История и описание
Первоначально на месте Мариенкирхе располагалась часовня, посвященная Косме и Дамиану — и относившаяся к местной церкви Святого Панкратия; возможно, тут же располагалась и часовня при замке. Предполагается, что это здание было построено около 1330 года, а основа современного готического здания церкви, включающего в себя ряд более старых романских элементов, была построена в XV веке; с этого же времени церковь и получила имя Марии. В 1500 году в здании произошел пожар, в результате которого сгорели две его западные башни — позже они были перестроены. После Реформации церковь стала главной приходской церковью протестантской общины города Изерлон.
На южной стороне церковного хора находится ризница, а ниже хора — крипта нерегулярной формы. Окна церкви имеют стрельчатую форму, разделены на две части и имеют ажурный орнамент; восточное окно состоит из трех частей. Северный портал представляет собой пример раннеготической архитектуры и имеет угловые колонны. Церковный орган с механической трактурой был создан в период с 1972 по 1973 год под руководством берлинского мастера Карла Шуке (нем. Karl Ludwig Alexander Schuke, 1906—1987).